# Werk aan de winkel
Werk aan de winkel is een Nederlands televisieprogramma van BNN. In het programma helpen Olcay Gulsen en Frank de Ruwe een slecht lopende zaak van een zelfstandig ondernemer. Ze besteden aandacht aan marketing, en met een makeover wordt geprobeerd de onderneming gezond te maken. Het programma werd voor het eerst uitgezonden in 2014. In het voorjaar van 2015 volgde een tweede seizoen.

## Opzet
De make-over van de zaak in kwestie gebeurt in verschillende fases. De eerste fase beslaat het beoordelen van de huidige zaak op aspecten als interieur en exterieur door Frank. Olcay neemt intussen de financiële gegevens door met de ondernemer. Nadat Frank en Olcay beiden weten hoe de zaak er daadwerkelijk voor staat, wordt door Frank, een reclamemaker, een nieuw concept ontwikkeld. In seizoen 1 werd er een plan uitgewerkt, en in seizoen 2 is er een keuze uit drie nieuwe concepten. Nadat het concept is gekozen wordt de zaak volledig leeggehaald en wordt die in een tijdsbestek van een week verbouwd tot het nieuwe concept. Uiteindelijk wordt de zaak een maand na de verbouwing nog een keer bezocht, in seizoen 1 door een mystery shopper en in seizoen 2 door Olcay Gulsen zelf.

## Kijkcijfers
Werk aan de Winkel beslaat tot nu toe twee seizoenen. Het eerste seizoen kende een kijkcijfer gemiddelde van 698.000 kijkers. Seizoen 2 heeft gemiddeld 580.000 kijkers getrokken. De gele markering laat het kijkcijferrecord voor "Werk aan de winkel" zien.

### Seizoen 1
Seizoen 1 werd uitgezonden tussen 10 april 2014 en 3 juli 2014.
| Uitzenddatum  | Naam                       | Kijkcijfers | Huidige status         |
| ------------- | -------------------------- | ----------- | ---------------------- |
| 10 april 2014 | "Harlekino"                | 660.000     | Gesloten (najaar 2014) |
| 17 april 2014 | "Joyce"                    | 1.007.000   |                        |
| 24 april 2014 | "De Soete Inval"           | 547.00      | Gesloten (najaar 2017) |
| 1 mei 2014    | "KropSla"                  | ?           | Bestaat nog            |
| 15 mei 2014   | "Koffiehuis de Oudegracht" | 724.000     | Gesloten               |
| 3 juli 2014   | "Warme bakker Rob Imming"  | 552.000     | Gesloten               |

### Seizoen 2
Seizoen 2 werd uitgezonden van  16 april 2015 tot 11 juni 2015
| Uitzenddatum  | Naam              | Kijkcijfers |
| ------------- | ----------------- | ----------- |
| 16 april 2015 | "Op rozen"        | 631.000     |
| 23 april 2015 | "La Marquise"     | 561.000     |
| 30 april 2015 | "Drommel"         | 617.000     |
| 7 mei 2015    | "De Lorenzo"      | 708.000     |
| 14 mei 2015   | "CandleLight"     | 618.000     |
| 28 mei 2015   | "La Garage"       | 537.000     |
| 4 juni 2015   | "Erochique"       | 416.000     |
| 11 juni 2015  | "Paul en Maartje" | 549.000     |

## Vlaanderen
Het televisieformat is ook in Vlaanderen uitgevoerd door de zender VTM. In de Vlaamse versie adviseert Aline Juliá ondernemers met het verbeteren van de onderneming.